# Alfie Solomons
Alfie Solomons je fiktivní postava založená na londýnském gangsterovi narozeném koncem 90. let 19. století. Hraje ho Tom Hardy v britském dobovém kriminálním seriálu Gangy z Birminghamu. Je vůdcem židovského gangu se sídlem v Camden Townu. Postava byla představena ve 2. sérii.

## Casting a pozadí
Přesné detaily o procesu obsazení nebyly odhaleny, ale postava Alfieho Solomonse nebyla přímo navržena pro Toma Hardyho. Postava je založena na skutečném židovském gangsterovi jménem Alfred Solomon. Scenárista seriálu Gangy z Birminghamu, Steven Knight se k postavě vyjádřil: „Vylíčili jsme ho jako legračního, ale s napruženým charakterem.“ V seriálu je Solomons vůdcem židovského gangu sídlícího v Camden Townu a provozuje nelegální lihovar.